# William de Beauchamp (Adliger, † 1260)
William de Beauchamp (* um 1185; † 1260) war ein anglonormannischer Adliger, Richter und Beamter.

## Herkunft und Erbe
William de Beauchamp entstammte der Familie Beauchamp, einer Adelsfamilie aus Bedfordshire. Er war der älteste Sohn von Simon II de Beauchamp und von dessen Frau Isabella. Nach dem Tod seines Vaters vor 1207 erbte er die Besitzungen der Familie sowie den Anspruch auf das Erbamt des Constable von Bedford Castle. Für sein Erbe musste er 1207 eine Gebühr von 600 Mark an die Krone zahlen und dem König dazu sechs Zelter schenken. Bei der Zahlung dieser Summe wurde er durch seine Mutter und durch einen Bruder seiner ersten Frau finanziell unterstützt. 

## Verhältnis zu König Johann Ohneland und Rolle im Krieg der Barone

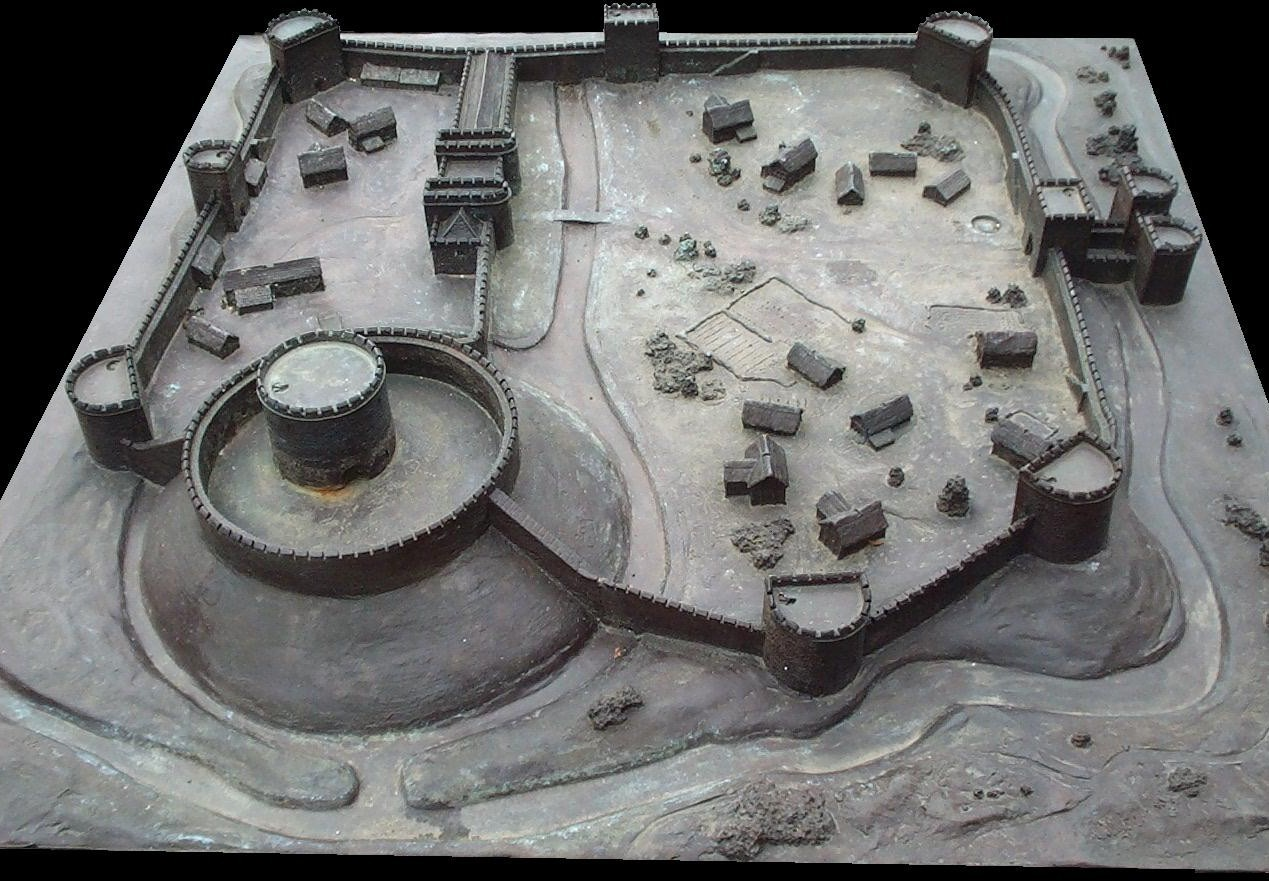
Modell von Bedford Castle

Später forderte König Johann Ohneland von Beauchamp für seine umfangreichen Besitzungen von 45 Knight’s fee mehrfach Schildgeld. 1210 gehörte Beauchamp vermutlich dem Heer an, mit dem der König einen Feldzug nach Irland führte. 1214 gehörte er dem Heer des Königs bei dessen Feldzug ins Poitou an. 1215 schloss sich Beauchamp jedoch in Stamford der Adelsopposition an, die den König wenig später zur Anerkennung der Magna Carta zwang. Die Anführer der Adelsopposition waren bei ihm in Bedford Castle zu Gast, und als es im Herbst 1215 zum offenen Krieg der Barone gegen den König kam, unterstützte Beauchamp die Rebellen. Als Rebell gegen den König wurde er deshalb von Papst Innozenz III. exkommuniziert. Im Dezember 1215 wurde Bedford Castle von Falkes de Bréauté, einem Anhänger des Königs, nach kurzer Belagerung erobert, während Beauchamp nicht in der Burg war. Er wurde während der Schlacht von Lincoln am 20. Mai 1217 von der königlichen Partei gefangen genommen.

## Konflikt um den Besitz von Bedford Castle
Nach dem Abschluss des Friedens von Lambeth, der den Krieg der Barone im Herbst 1217 beendete, unterwarf sich Beauchamp dem Regentschaftsrat, der für den minderjährigen Heinrich III. die Regierung führte. Er wurde begnadigt und erhielt seine Besitzungen bis auf Bedford Castle, das von Bréauté besetzt blieb, zurück. 1218 gehörte Beauchamp der Belagerungsarmee an, die Newark Castle für die Krone zurückeroberte. Beauchamp bestand nun weiter auf seinen Anspruch, als erblicher Constable rechtmäßiger Besitzer von Bedford Castle zu sein. Falkes de Bréauté erklärte dagegen, dass er die Burg rechtmäßig von König Johann erhalten hatte. Bevor jedoch ein Gericht über die Ansprüche der beiden entscheiden konnte, verlangte 1224 der Regentschaftsrat von Bréauté die Übergabe der Burg. Als dieser daraufhin offen rebellierte, eroberte eine königliche Armee Bedford Castle und zerstörte sie. Beauchamp erhielt am 20. August 1224 die Burg unter der Bedingung zurück, die Anlage nicht wieder zu befestigen und nur in der Vorburg neue Wohngebäude zu errichten.

## Dienst als Militär und Beamter
Während des Walisisch-Englischen Kriegs ab 1231 gehörte Beauchamp dem königlichen Heer an, das im November 1233 bei Grosmont Castle von den Gegnern überrascht und in die Flucht geschlagen wurde. Im Juli 1234 wurde Beauchamp zum Baron of the Exchequer ernannt, dieses Amt behielt er bis 1237. Dazu diente er in dieser Zeit als Sheriff von Bedfordshire und Buckinghamshire. Anlässlich der Krönung von Eleonore von der Provence 1236 diente er als Almosenier. Während des Krieges gegen die walisischen Fürsten ab 1244 nahm er von 1244 bis 1245 an einem Feldzug nach Wales teil.

## Ehen und Nachkommen
William de Beauchamp hatte in erster Ehe Gunnora de Lanvaley († vor 1220), eine Tochter von William de Lanvaley aus Walkern in Hertfordshire geheiratet. Nach ihrem Tod heiratete er Ida, eine Tochter von William Longespée, 3. Earl of Salisbury. Sie war die Witwe von Walter FitzRobert, nach anderen Angaben die Witwe von Ralph de Somery. Aus der Ehe mit Ralph de Somery brachte sie als lebenslanges Wittum Newport Pagnell und das Patronat über das dortige Priorat mit in die Ehe.
Zusammen mit Ida wurde Beauchamp 1247 in einen heftigen Konflikt zwischen der von seinem Vater gegründeten Newnham Priory bei Bedford verwickelt. Als 1247 der Prior von Newnham Priory starb, wählten die Mönche ohne Zustimmung von Beauchamp einen neuen Prior. Daraufhin wurden auf Idas Veranlassung die Ländereien des Klosters geplündert, und Beauchamp beanspruchte die Verwaltung der Besitztümer des Klosters, bis ein neuer Prior bestimmt wurde. Der Streit soll erst 1254 beigelegt worden sein, als Beauchamp und seine Frau vor dem Kloster erschienen. Sie verlangten, dass der Prior herauskäme, falls er nicht erscheinen würde, drohten sie ihm offen Gewalt an. Daraufhin kam der Prior heraus, worauf Beauchamp ihn an der Hand nahm, in die Kirche führte und ihn dort als Prior einsetzte. 1254 beschwerte sich auch der Abt von Warden Abbey über Beauchamp. Nach anderen Angaben machte Beauchamp an mehrere Klöster großzügige Schenkungen.
Beauchamp hatte mindestens drei Söhne und drei Töchter:
- Simon III de Beauchamp († 1256)
- William II de Beauchamp († 1262)
- John de Beauchamp (nach 1241–1265)
- Matilda de Beauchamp († vor 1275)
  - ⚭ Roger de Mowbray, Lord of Thirsk († 1266)
  - ⚭ Roger Lestrange († 1311)
- Ela de Beauchamp ⚭ Baldwin Wake
- Beatrice de Beauchamp
  - ⚭ Thomas fitz Otto
  - ⚭ William de Munchensi, of Edwardstone, Suffolk.

## Erbe
Nachdem sein Sohn Simon III 1256 in der Gascogne gestorben war, bat Beauchamp angesichts seines hohen Alters 1257 den König um Genehmigung, dass sein jüngerer Sohn William II seine Besitzungen noch zu seinen Lebzeiten übernehmen durfte. William de Beauchamp starb 1260. Sein Sohn und Erbe William II starb bereits 1262 kinderlos, worauf sein jüngerer, noch minderjähriger Bruder John Erbe der Besitzungen wurde. Dieser fiel 1265 auf der Seite von Simon de Montfort in der Schlacht von Evesham. Daraufhin wurde Joan, die Tochter von Johns Bruder Simon III Erbin der Besitzungen, die jedoch kurz darauf starb. Daraufhin wurde das Erbe unter den drei Töchtern von William de Beauchamp bzw. deren Nachkommen aufgeteilt. 